# 로살린다
《로사린다》(스페인어: Rosalinda)는 1999년 방영된 멕시코의 텔레노벨라이다.

## 캐스트
- 탈리아 - 로사린다 페레스 로메로
- 페르난도 카리요 - 페르난도 호세 알타미라노 델 카스티요
- 앙헬리카 마리아 - 솔레다드 마사 로메로
- 루피타 페레르 - 발레리아 델 카스티요